# Németh Tamás (agrokémikus)
Németh Tamás (Szombathely, 1952. március 7. – 2023. május 9.) Széchenyi-díjas magyar agrokémikus, egyetemi tanár, a Magyar Tudományos Akadémia (MTA) rendes tagja. 2008 és 2014 között az MTA főtitkára. A talaj nitrogénhatásainak neves kutatója.

## Életpályája
1971-ben kezdte meg egyetemi tanulmányait a Keszthelyi Agrártudományi Egyetemen, ahol 1976-ban szerzett agrármérnöki diplomát. Ugyanitt 1982-ben védte meg egyetemi doktori disszertációját. 
Diplomájának megszerzése után a  Nehézvegyipari Kutatóintézet tudományos segédmunkatársa lett, majd 1977-ben átkerült a Mezőgazdasági és Élelmezésügyi Minisztérium Növényvédelmi és Agrokémiai Központjába, ahol főelőadóként dolgozott 1979-ig. Ekkor kérte áthelyezését a Zala Megyei Növényvédelmi és Agrokémiai Állomás (NAÁ) agrokémiai csoportjára, melynek vezetője lett. Eközben 1981 és 1982 között farmgyakorlaton vett részt az Amerikai Egyesült Államokban, Oregon államban. 
1983-ban a Magyar Tudományos Akadémia Talajtani és Agrokémiai Kutatóintézet munkatársa lett. 1986-ban csoportvezetővé, 1991-ben osztályvezetővé és tudományos igazgatóhelyettesévé, 1997-ben az intézet igazgatójává nevezték ki. 1992-ben a Pannon Agrártudományi Egyetem címzetes egyetemi tanári címet adományozott neki, illetve kinevezték az egyetem kihelyezett növénytáplálási tanszékének vezetőjévé. 1998-ban habilitált.
1989-ben védte meg a mezőgazdasági tudományok kandidátusa, 1997-ben az akadémiai doktori értekezését. 1989-ben az MTA Talajtani és Agrokémiai Bizottság tagja lett, majd 1994-ben az MTA közgyűlési képviselője választották. 1995-ben bekerült a tudományos köztestület Környezet és Egészség Bizottságába is. 
2001-ben a Magyar Tudományos Akadémia levelező, 2007-ben pedig rendes tagjává választották. Előtte 2002-ben az Agrártudományi Osztály elnökhelyettese lett. 2008-ban az MTA főtitkárává választották, tisztségében 2011-ben megerősítették, amit 2014-ig töltött be. Ezenkívül 1998-ban a Svéd Királyi Mezőgazdasági és Erdészeti Akadémia külső tagja is lett. Akadémiai tisztségei mellett 1993 és 1996 között a Nemzetközi Műtrágyázási Tudományos Központ ügyvezető főtitkára volt, majd a központ főtitkárává választották. Az Agrokémia és Talajtan, valamint az Agicultural Water Management című szakfolyóiratok szerkesztőbizottságába is bekerült.

## Munkássága
Fő kutatási területe a talajtan és az agrokémia. Jelentős eredménye a talajtermékenység fenntartásának tudományos megalapozása, illetve a környezetkímélő növénytáplálási szaktanácsadási rendszer kialakítása és gyakorlati alkalmazása. Szaktanácsadási rendszert alakított ki az ásványi nitrogénnel kapcsolatban is.
Kutatja a nitrogéntrágyázás környezeti hatásait és a nitrát (azaz a nitrogénvegyületek) kimosódását is. Modellezi a mezőgazdasági művelésbe vont talajok nitrogénforgalmát, valamint kidolgozott egy, a veszélyeztetett területek háromdimenziós érzékenységi térképeinek elkészítésére alkalmazott eljárást.

## Díjai, elismerései
- Westsik-díj (1998, 2006)
- Környezetvédelmi Műszaki Felsőoktatásért (2009)
- Széchenyi-díj (2010)
- A Magyar Érdemrend középkeresztje (2022)

## Főbb publikációi
- Az agrokemikáliák hatása néhány gyomnövény és kultúrnövény N-, P-, K-, Ca-, Mg- és Na-tartalmára tenyészedényes és kisparcellás kísérletekben (1982)
- A nitrogénellátottság szerepe az őszi káposztarepce termesztésében (1989)
- Nitrogen in Hungarian Soils – Nitrogen Management Relation to Groundwater Protection (1995)
- Nitrogen Balances in Long-Term Field Experiments (1996)
- Talajaink szervesanyag-tartalma és nitrogénforgalma (1996)
- A tápanyagellátás hatása a szántóföldi növények minőségére és környezetére (1997)
- Stochastic Modelling on N-Leaching Using GIS and Multivariate Statistical Methods (társszerző, 1998)
- Nitrát bemosódásának vizsgálata és a nitrogénmérlegek alakulása egy műtrágyázási tartamkísérletben (társszerző, 1999)
- A precíziós trágyázás alkalmazhatóságának talajtani-agrokémiai alapjai (társszerk., 1999)
- Tápanyag-utánpótlás az Európai Unió tükrében (2004)
- Nehézfémek mélységi eloszlása talajszelvényekben (társszerző, 2006)
- Nitrogén a talaj-növény rendszerben; MTA, Bp., 2006 (Székfoglalók a Magyar Tudományos Akadémián)
- Program and Abstract Book (társszerző, 2007)
- Földminőség, földértékelés és földhasználati információ (társszerk., 2007)